# Aconitum hookeri
Aconitum hookeri là một loài thực vật có hoa trong họ Mao lương. Loài này được Stapf mô tả khoa học đầu tiên năm 1905.